# Ousmane Farota
Ousmane Farota (ur. 16 grudnia 1964, zm. 26 marca 2023.) – malijski piłkarz grający na pozycji bramkarza. W swojej karierze rozegrał 15 meczów w reprezentacji Mali.

## Kariera klubowa
Swoją karierę piłkarską Farota rozpoczął w klubie AS Real Bamako. W sezonie 1982/1983 zadebiutował w jego barwach w pierwszej lidze malijskiej. Wywalczył z nim dwa mistrzostwa Mali w sezonach 1982/1983 i 1985/1986. Zdobył też Puchar Mali w 1989 roku.
W 1989 roku Farota przeszedł do Stade Malien, w którym grał do końca swojej kariery, czyli do 1998 roku. Ze Stade Malien wywalczył dwa mistrzostwa Mali w sezonach 1992/1993 i 1994/1995 oraz zdobył cztery Puchary Mali w latach 1990, 1992, 1994 i 1997.

## Kariera reprezentacyjna
W reprezentacji Mali Farota zadebiutował 13 listopada 1988 w przegranym 0:7 towarzyskim meczu z Algierią, rozegranym w Algierze. W 1994 roku został powołany do kadry na Puchar Narodów Afryki 1994. Na tym turnieju zagrał w pięciu meczach: grupowych z Tunezją (2:0) i z Zairem (0:1), w ćwierćfinale z Egiptem (1:0), w półfinale z Zambią (0:4) i o 3. miejsce z Wybrzeżem Kości Słoniowej (1:3). Od 1988 do 1997 rozegrał w kadrze narodowej 15 meczów.